# Quilapayún 3
Quilapayún 3 es el cuarto álbum de la banda chilena Quilapayún, publicado en 1969. Su dirección musical estuvo a cargo del cantautor Víctor Jara.

## Lista de canciones
| N.º | Título                                                      | Letras             | Música             | Duración |  |
| 1.  | «Dicen que la patria es»                                    | anónimo español    | anónimo español    |          |  |
| 2.  | «A mi palomita»                                             | popular boliviana  | popular boliviana  |          |  |
| 3.  | «El árbol»                                                  | instrumental       | Eduardo Carrasco   |          |  |
| 4.  | «Duerme, duerme negrito»                                    | Atahualpa Yupanqui | Atahualpa Yupanqui |          |  |
| 5.  | «Ñancahuazú»                                                | instrumental       | Patricio Castillo  |          |  |
| 6.  | «Contrapunto entre el águila americana y el cóndor chileno» | popular            | popular            |          |  |
| 7.  | «Elegía al Che Guevara» (1a grabación)                      | Eduardo Carrasco   | instrumental       |          |  |
| 8.  | «En qué nos parecemos»                                      | popular española   | popular española   |          |  |
| 9.  | «Yaraví y huayno de la quebrada de Humahuaca»               | instrumental       | popular argentina  |          |  |
| 10. | «Canción del soldado»                                       | Víctor Jara        | Víctor Jara        |          |  |
| 11. | «La fortuna»                                                | popular argentina  | popular argentina  |          |  |
| 12. | «Manuel Ascencio Padilla»                                   | Sergio Ortega      | Sergio Ortega      |          |  |

## Créditos
Quilapayún
- Eduardo Carrasco
- Carlos Quezada
- Willy Oddó
- Patricio Castillo
- Hernán Gómez
- Rodolfo Parada

Dirección musical
- Víctor Jara